# Horváth Ignác (könyvtáros)
Horváth Ignác, Horváth Villebald Ignác (Tata, 1851. január 21. – Budapest, 1911. augusztus 17.) bencés szerzetes, a Magyar Nemzeti Múzeumi könyvtár segédőre, bibliográfus.

## Élete
Gimnáziumi tanulmányait szülővárosában, Magyaróvárott és a Szent Benedek-rendiek közé lépve 1870-73-ban Pannonhalmán végezte; 1874-ben mint világi növendékpap Esztergomban teológus volt. Az egyházi rendből kilépvén 1875-ben a kincstári jogügyek igazgatóságánál díjnok, 1876. január elején a budapesti egyetemi könyvtárnál szintén díjnok lett és részt vett az akkor folyamatban levő könyvtárrendezésnél; szept. a Magyar Nemzeti Múzeumi könyvtárhoz ment napidíjasnak; (1879-81-ben a budapesti egyetemen egyszersmind bölcselethallgató volt.) 1882. május 27-én a Magyar Nemzeti Múzeumi könyvtárnál segéddé nevezték ki. 1884-ben a kézsmárki evangélikus líceum 16 000 kötetből álló könyvtárának egyik rendezője volt, mikor e könyvtár először láttatott el cím- és szakkatalogussal. 1886-ban a Budapest főváros által rendezett történelmi kiállítás titkára volt. 1886. október 16-án a Magyar Nemzeti Múzeumi könyvtár segédőrévé léptették elő. 1889-ben a magyar királyi igazságügyminisztérium könyvtárát rendezte és látta el cím- és szakkatalogussal. 1891-ben az országos magyar gazdasági egyesület 15 000 kötetnyi könyvtárának egyik rendezője volt.
Könyvészeti cikkei a Magyar Könyv-Szemlében, mely folyóiratnak szorgalmas munkatársa (1883. Négy hazai könyvlajstrom 1471., 1520. és 1522-ből, 1890. Az olasz könyvtárak 1885. évi pragmatikája, 1891-94. könyvismertetés és 1895. Adalékok Szabó Károly, Régi Magyar Könyvtárának I. és II. kötetéhez, Név- és tárgymutatót készített az 1894. és 1895. évfolyamokkoz); a Pulszky-Albumban (1884. Pulszky Ferencz irodalmi munkásságának bibliographiája 1834-1884.); a Magyar Salonban (1886. A történelmi kiállításról); a Revue de l'Orientben (1886. Turcs et Hongrois.)

## Művei
- Magyarországi könyvészet 1881-1891. Bpest, (Függelék a M. Könyv-Szemle 1881-91. évfolyamaihoz.)
- Utmutató a Budapest főváros történelmi kiállításában. Bpest, 1886. (Három kiadás.)
- A m. n. Múzeum könyvtárának ősnyomtatványai 1465-1500. Bpest, 1895. (Különnyomat a M. Könyvszemle 1892-94. évf.)

### Kéziratban
- A budapesti kir. m. tudomány-egyetem bölcsészetkari tanárainak bibliographiája 1780-1895-ig. (Milleniumi Emlékkönyv.)